# Дьяченко, Лука Степанович
Лука́ Степа́нович Дьяче́нко — советский хозяйственный, государственный и политический деятель.

## Биография
Родился в 1902 году в селе Ясиново. Член КПСС с 1931 года.
С 1929 года — на хозяйственной, общественной и политической работе. В 1929—1973 гг. — комсомольский и партийный работник, начальник управления Наркомата финансов Молдавской АССР, управляющий делами Совнаркома Молдавской АССР, народный комиссар лесной промышленности Молдавской ССР, участник Великой Отечественной войны, командир партизанского отряда, заместитель комиссара 1-го Молдавского партизанского соединения, комиссар партизанской бригады, управляющий делами Совета Министров Молдавской ССР, постоянный представитель МССР при Совете Министров СССР, управляющий делами Совета Министров Молдавской ССР.
Избирался депутатом Верховного Совета Молдавской ССР 1-5-го, 7-8-го созывов.
Умер в Кишинёве до 1985 года.